# حدير بن كريب الحمصي
أبو الزاهرية حدير بن كريب الحمصي، ( - 100 هـ/ 718م) تابعي وإمام مشهور من علماء الشام، وأحد رواة الحديث النبوي، روى له مسلم وأبو داود والنسائي وابن ماجة في كتبهم. ومن أغرب ما روى عنه قول قتيبة: ثنا شهاب بن خراش، عن حميد، عن أبي الزاهرية، قال: أغفيت في صخرة بيت المقدس فجاءت السدنة فأغلقوا عليّ الباب، فما انتبهت إلا بتسبيح الملائكة فوثبت مذعوراً فإذا الملائكة صفوف، فدخلت معهم في الصف. توفي سنة 100 هـ.

## روايته للحديث
- روى عن: أبو أمامة الباهلي، وعبد الله بن بسر، وجبير بن نفير، وأرسل عن أبي الدرداء، وحذيفة بن اليمان.[1]
- روى عنه: إبراهيم بن أبي عبلة، وسعيد بن سنان، وأحوص بن حكيم، ومعاوية بن صالح، وأخرون.[1]
- منزلته عند علماء الحديث: قال أبو حاتم الرازي: ليس به بأس، وقال أحمد بن شعيب النسائي: ثقة، وقال أحمد بن صالح الجيلي: ثقة، وقال ابن حجر العسقلاني: صدوق، وقال الدارقطني: لا بأس به إذا روي عنه ثقة، وقال الذهبي: ثقة، وأرى روايته عن أبي الدرداء ونحوه مرسلة، وكان أميا لا يكتب، وقال محمد بن سعد البغدادي: ثقة إن شاء الله كثير الحديثم، وقال يحيى بن معين: ثقة، وكذلك يعقوب بن سفيان الفسوي.[3]